# Chinchakhandi(K.D), Mudhol
Chinchakhandi(K.D) là một làng thuộc tehsil Mudhol, huyện Bagalkot, bang Karnataka, Ấn Độ.